# Liste der Monuments historiques in Barbazan
Die Liste der Monuments historiques in Barbazan führt die Monuments historiques in der französischen Gemeinde Barbazan auf.

## Liste der Bauwerke
| Bezeichnung | Beschreibung              | Standort | Kennzeichnung | Schutzstatus | Datum | Bild |
| ----------- | ------------------------- | -------- | ------------- | ------------ | ----- | ---- |
| Schloss     | Erbaut im 16. Jahrhundert | (Lage)   | PA00094283    | Inscrit      | 1947  |      |

## Liste der Objekte

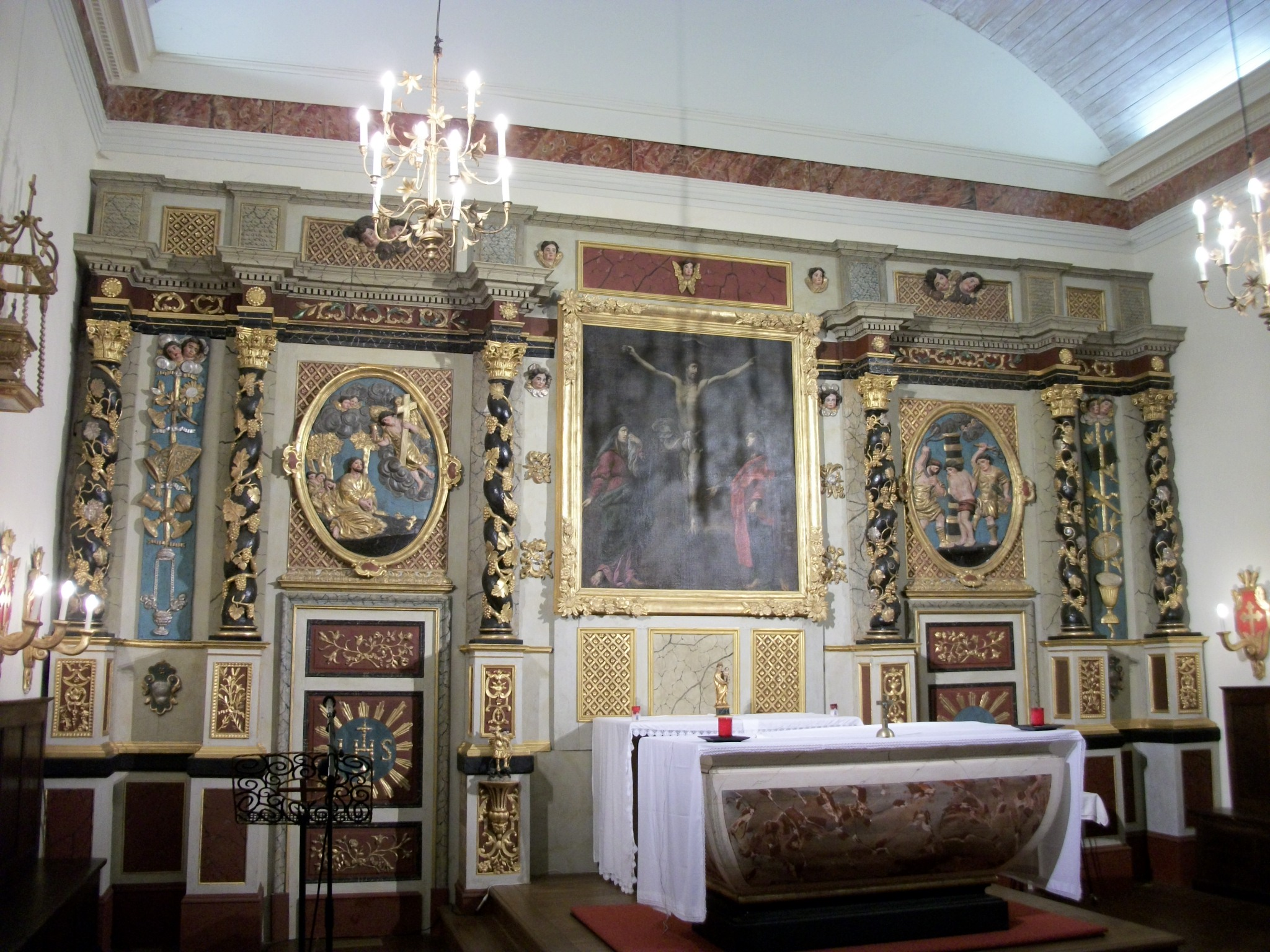
Hauptaltar in der Kirche St-Michel

- Monuments historiques (Objekte) in Barbazan in der Base Palissy des französischen Kultusministeriums